# Gehenna

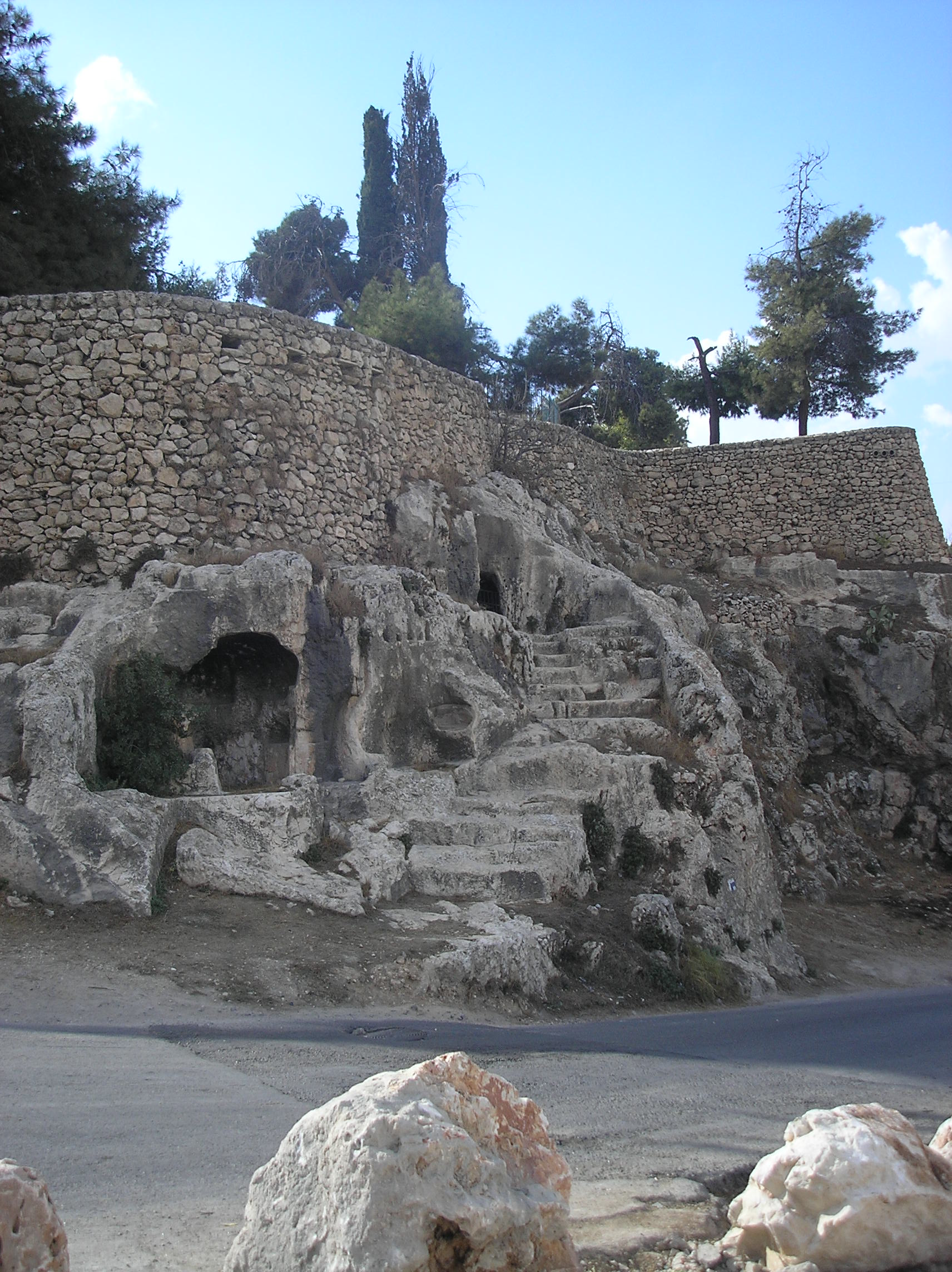
Starověká pohřební jeskyně v údolí Gehenna

Gehenna také Údolí syna Hinnoma (gej ben Hinom) je údolí poblíž Starého města v Jeruzalémě. Údolí obklopuje horu Sijón. Z východu je napojeno na Cedronské údolí. Původ jména Hinnom, ani jeho syna nikdo neidentifikoval, stejně jako samotný význam slova Hinnom.
Původně zde byly k poctě boha Molocha páleny děti, charakter údolí tak byl předurčen ohněm a červy, kteří se živili lidskými těly. To vedlo k tomu, že se „gehenna“ nakonec stala synonymem pro peklo, místo s věčným ohněm jako trestem pro hříšníky. V tomto významu je často citována v bibli.

## Fotogalerie

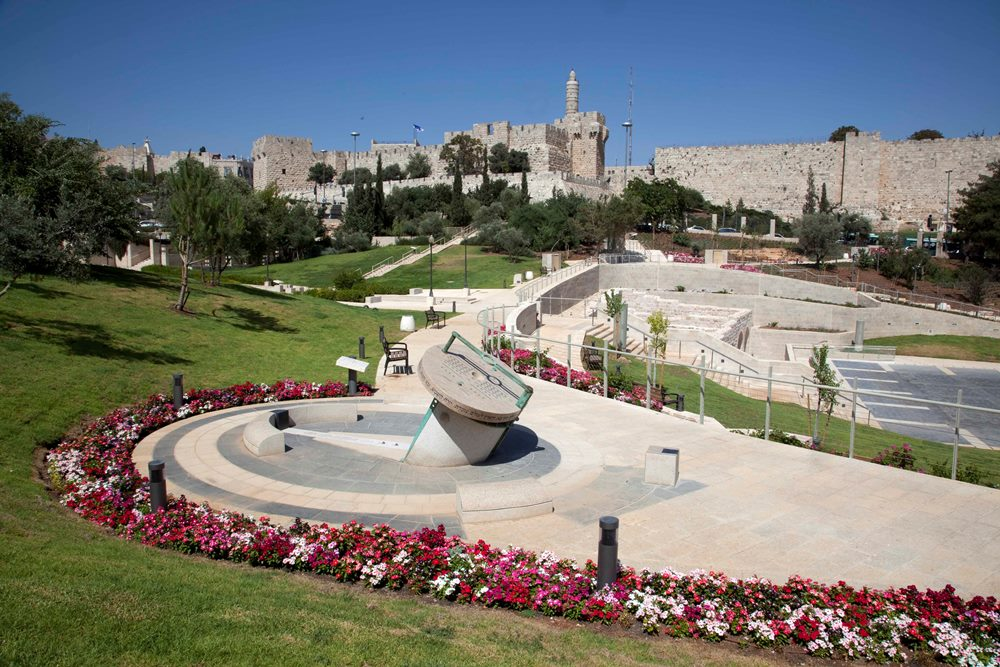
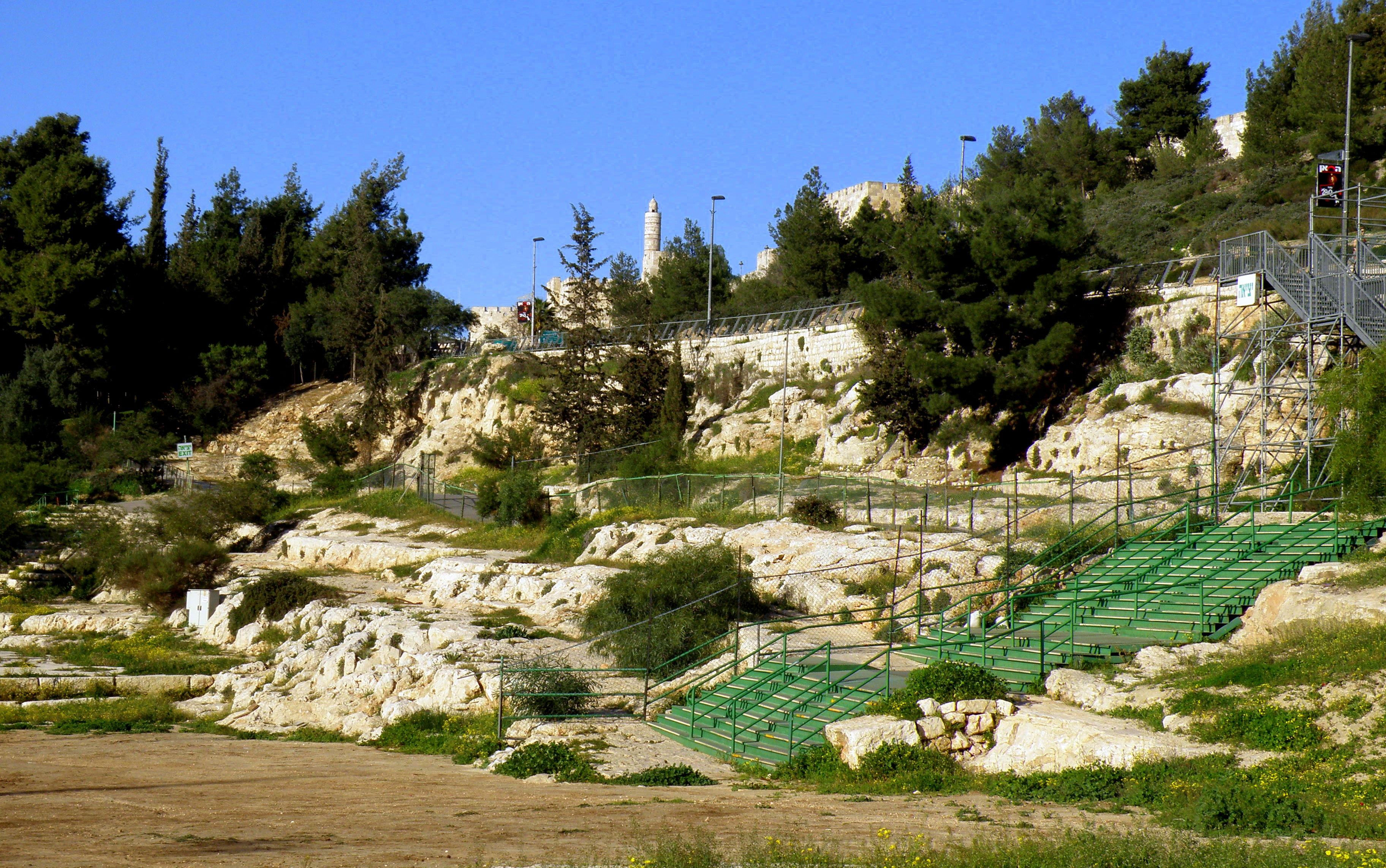
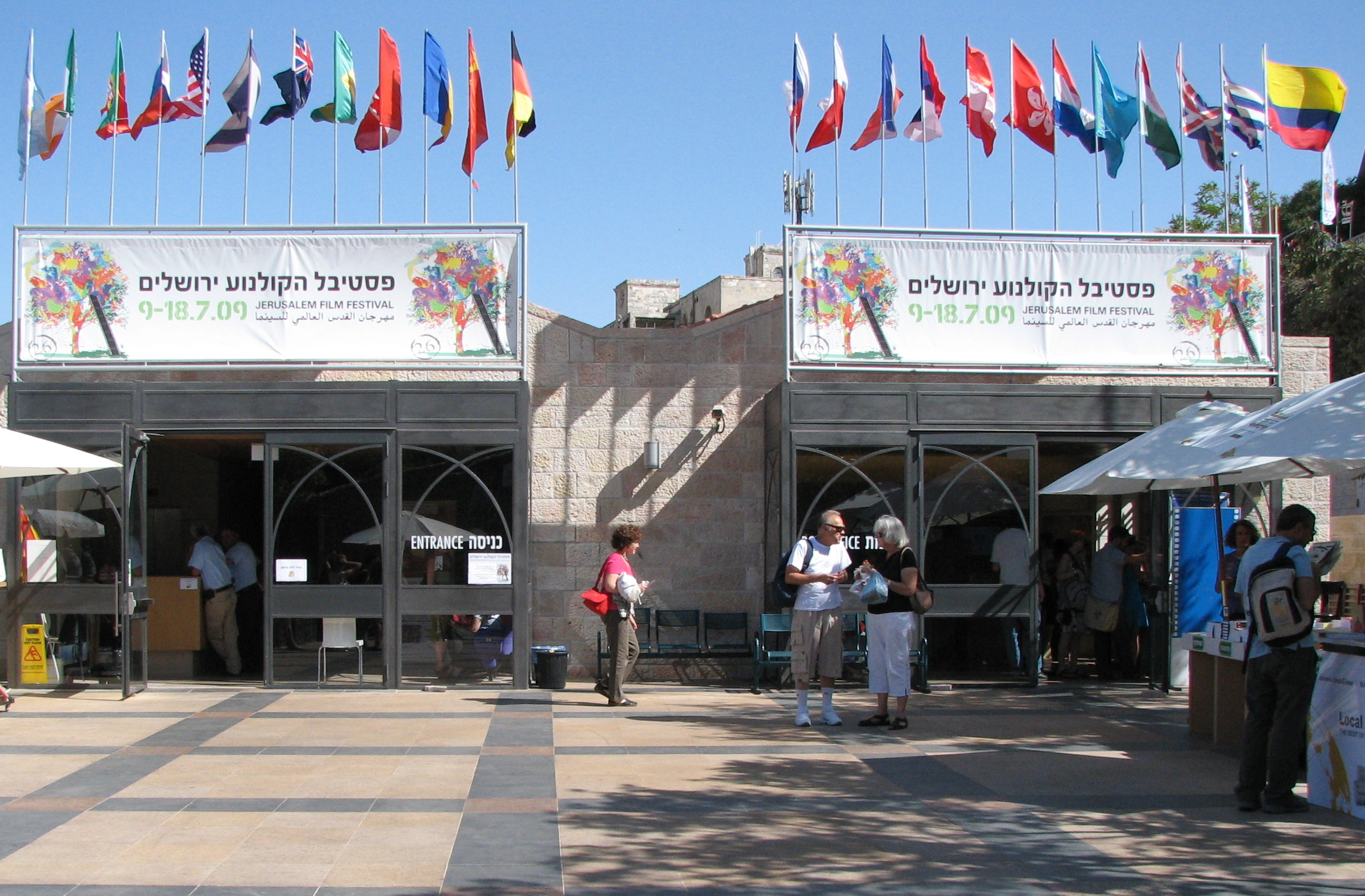